# Amazophrynella minuta
Amazophrynella minuta – gatunek płaza bezogonowego z rodziny ropuchowatych (Bufonidae). Występuje w północnej części Ameryki Południowej.

## Systematyka
Płaz ten zalicza się do rodziny ropuchowatych. Czasami bywał umieszczany w rodzaju Dendrophryniscus.
Dawniej gatunek ten był znacznie szerzej pojmowany, jednak w drugiej dekadzie XXI wieku, w oparciu o badania genetyczne i morfologiczne, szereg zaliczanych wcześniej do niego subpopulacji opisano jako nowe gatunki: Amazophrynella manaos, Amazophrynella amazonicola, Amazophrynella matses, Amazophrynella javierbustamantei, Amazophrynella siona i Amazophrynella teko.

## Rozmieszczenie geograficzne
Płaz ten obejmuje swym zasięgiem północno-zachodnią Brazylię, Kolumbię i południową Wenezuelę. Starsze stwierdzenia z innych krajów (np. Boliwii czy Surinamu) albo dotyczą innych, opisanych dopiero w XXI wieku gatunków, albo wymagają potwierdzenia. Na zachodzie sięga podnóża Andów, występuje zarówno w zlewisku Amazonki, jak i Orinoko.

## Ekologia
Gatunek zazwyczaj żyje na wysokościach nie przekraczających 300 m nad poziomem morza. Bytuje na dnie lasu.

## Cykl życiowy
Aktywność tego zwierzęcia przypada na dzień.
Płaz rozmnaża się w zbiornikach wodnych powstających naturalnie. Mogą one istnieć tylko tymczasowo. Samica składa jaja, umieszczając je na korzeniach roślin, znajdujących się nad zbiornikiem wodnym, w którym przebiega później rozwój kijanek.

## Status zagrożenia i ochrona
Międzynarodowa Unia Ochrony Przyrody (IUCN) uznaje Amazophrynella minuta za gatunek najmniejszej troski (LC, ang. Least Concern).
Płaz lokalnie występuje obficie. Trend liczebności populacji oceniany jest jako stabilny.
Wśród zagrożeń dla gatunku IUCN wymienia czynniki zagrażające lasom, w których żyje: pozyskiwanie drewna, ekspansję rolnictwa, zmiany zachodzące w lesie i trawiące go pożary.
Z uwagi na szeroki zasięg występowania gatunek żyje na licznych terenach chronionych.